# Burg Hundsfeld
Die Burg Hundsfeld ist eine abgegangene Burg bei der Stadt Kehl im Ortenaukreis in Baden-Württemberg.
Die Burg wurde im 11. Jahrhundert von den Herren von Hundsfeld als Niederungsburg erbaut, im 11. Jahrhundert erwähnt und um 1400 aufgegeben. Von der nicht genau lokalisierbaren Burganlage ist nichts erhalten.